# Akua Donkor
Pour les articles homonymes, voir Donkor.
 (avril 2025).
La mise en forme du texte ne suit pas les recommandations de Wikipédia : il faut le « wikifier ».
Les points d'amélioration suivants sont les cas les plus fréquents. Le détail des points à revoir est peut-être précisé sur la page de discussion.
- Les titres sont pré-formatés par le logiciel. Ils ne sont ni en capitales, ni en gras.
- Le texte ne doit pas être écrit en capitales (les noms de famille non plus), ni en gras, ni en italique, ni en « petit »…
- Le gras n'est utilisé que pour surligner le titre de l'article dans l'introduction, une seule fois.
- L'italique est rarement utilisé : mots en langue étrangère, titres d'œuvres, noms de bateaux, etc.
- Les citations ne sont pas en italique mais en corps de texte normal. Elles sont entourées par des guillemets français : « et ».
- Les listes à puces sont à éviter, des paragraphes rédigés étant largement préférés. Les tableaux sont à réserver à la présentation de données structurées (résultats, etc.).
- Les appels de note de bas de page (petits chiffres en exposant, introduits par l'outil «  Source ») sont à placer entre la fin de phrase et le point final[comme ça].
- Les liens internes (vers d'autres articles de Wikipédia) sont à choisir avec parcimonie. Créez des liens vers des articles approfondissant le sujet. Les termes génériques sans rapport avec le sujet sont à éviter, ainsi que les répétitions de liens vers un même terme.
- Les liens externes sont à placer uniquement dans une section « Liens externes », à la fin de l'article. Ces liens sont à choisir avec parcimonie suivant les règles définies. Si un lien sert de source à l'article, son insertion dans le texte est à faire par les notes de bas de page.
- La présentation des références doit suivre les conventions bibliographiques. Il est recommandé d'utiliser les modèles {{Ouvrage}}, {{Chapitre}}, {{Article}}, {{Lien web}} et/ou {{Bibliographie}}. Le mode d'édition visuel peut mettre en forme automatiquement les références.
- Insérer une infobox (cadre d'informations à droite) n'est pas obligatoire pour parachever la mise en page.

Pour une aide détaillée, merci de consulter Aide:Wikification.
Si vous pensez que ces points ont été résolus, vous pouvez retirer ce bandeau et améliorer la mise en forme d'un autre article.
 (avril 2025).
Akua Donkor, née en février 1952 et mort le 28 octobre 2024, est une agricultrice et femme politique ghanéenne. Elle est la fondatrice et dirigeante du Ghana Freedom Party (GFP),.

## Biographie
Akua Donkor est née en février 1952 et originaire d'Ejuratia dans le district d'Afigya Kwabre dans la région d'Ashanti au Ghana (alors la Gold Coast ). Productrice de cacao de profession et pas connue pour avoir reçu une éducation formelle.

## Parcours politique
Akua Donkor est au départ une femme députée de la circonscription électorale de Heman dans le district d'Afigya Kwabre de la région d'Ashanti.
Elle est candidate indépendante aux élections présidentielles de 2012 au Ghana, mais disqualifiée par la Commission électorale au motif qu'elle ne remplissait pas les conditions requises pour l'élection. Elle décide d'apporter son soutien à Paa Kwesi Nduom du Parti populaire progressiste.

### Élections de 2016
En janvier 2016, quelques mois avant les élections, le siège du GFP de Donkor, situé à Kabu dans la région de l'Est, est ravagé par un incendie. S'exprimant sur l'incident, Donkor déclare que la catastrophe était un test qui ne découragerait pas sa quête pour devenir président du Ghana.
Cependant, le 10 octobre 2016, la Commission électorale du Ghana a annoncé la disqualification d'Akua Donkor, ainsi que de 12 autres candidats présidentiels, des élections du 7 décembre,. Elle a admis que son formulaire de candidature comportait des erreurs, comme souligné par La Commission électorale. Elle a encouragé les membres et les dirigeants du parti à garder espoir, affirmant que le parti reviendra en 2020 pour participer à l'élection présidentielle.
En 2020, Donkor fait partie des trois femmes candidates aux élections présidentielles de 2020. Parmi les 12 candidats en lice, elle est arrivée cinquième.

### Élections 2024
Donkor dépose se présente aux élections présidentielles de 2024, et est troisième sur le bulletin de vote.
Plus tard, Akua Donkor menace de traduire John Dramani Mahama, le candidat à la présidentielle de 2024 du Congrès national démocratique, devant les tribunaux pour des commentaires désobligeants sur sa qualification de candidate à la présidentielle lors d'une réunion du Comité consultatif interpartis tenue le 15 octobre 2024 à Accra,.
Le Ghana Freedom Party (GFP) a nommé Philip Appiah Kubi comme porte-drapeau en remplacement d'Akua, mais il a été disqualifié en raison d'erreurs et d'informations illégitimes trouvées dans son formulaire de nomination.

## Promesses de campagne
Akua Donkor promet de mettre en œuvre l'éducation gratuite, du niveau de base au niveau secondaire. Elle s'engage également à éliminer les taxes à l'importation pour permettre aux gens d'importer davantage. Elle a évoqué la création d’une zone franche au port de Tema pour attirer davantage d’entreprises dans le pays. Cela, a-t-elle déclaré, pourrait être réalisé grâce à une utilisation judicieuse des ressources naturelles du Ghana telles que l'or, le cacao, le beurre de karité et le sel. Elle préconisé également que le Ghana raffine ses propres ressources, en particulier le pétrole brut.
Akua Donkor revendique Mouammar Kadhafi de Libye comme son icône politique. Inspiré par l'ancien dirigeant libyen, elle affirme que le Ghana devrait « côtoyer » ce pays d'Afrique du Nord.
Elle souhaite également que le pays élise sa première femme présidente, affirmant que les femmes avaient la capacité de « contribuer à changer le destin du pays pour le meilleur ».

## Vie personnelle
Akua Donkor a une fille qui s'appelle Ama Serwaa Bonsu.